# Wascha Tarchnischwili
Wascha Tarchnischwili (georgisch ვაჟა თარხნიშვილი; russisch Важа Тархнишвили; * 25. August 1971 in Gori) ist ein ehemaliger georgischer Fußballspieler, der seit 2012 als Sportdirektor für Sheriff Tiraspol arbeitet.

## Leben und Karriere
Wascha Tarchnischwili wurde 1971 in Gori geboren. Nach Spielzeiten bei kleineren Vereinen wurde schließlich der große Verein Dila Gori auf ihn aufmerksam, der ihn 1991 verpflichtete. Bis 1998 absolvierte er für Dila insgesamt 211 Ligaspiele, in denen der Verteidiger auch vier Tore schoss. 1998 hatte er unter Trainer Wladimir Guzajew sein Debüt in der georgischen Nationalmannschaft, zu deren Aufgebot er jedoch nur insgesamt zwei Mal gehörte.
Nachdem Tarchnischwili danach kurzzeitig bei Lokomotive Tiflis gespielt hatte, wechselte er 1999 zu Sheriff Tiraspol nach Transnistrien in die moldauische Fußballliga. Für die Tiraspoler stand er anschließend weit über ein Jahrzehnt auf dem Platz, bis er schließlich 2012 seine aktive Karriere beendete. Für Sheriff lief Tarchnischwili in 520 Ligaspielen auf (29 Tore), gewann 11 moldauische Meistertitel und sieben Mal den moldauischen Fußballpokal. Auch auf internationaler Ebene konnte er mit Sheriff einige Erfolge verbuchen, so etwa den Gewinn des GUS-Pokals in den Jahren 2003 und 2009. 2012 beendete Tarchnischwili seine Karriere als aktiver Spieler. Seitdem ist er Sportdirektor bei Sheriff Tiraspol.
Tarchnischwili ist auch moldauischer Staatsbürger.